# Радженовичи (Черна гора)
Радженовичи (на сръбски: Рађеновићи) е село в Черна гора, разположено в община Будва. Населението му според преброяването през 2011 г. е 4 души.

## Население
Численост на населението според преброяванията през годините:
- 1948 – 85 души
- 1953 – 84 души
- 1961 – 70 души
- 1971 – 32 души
- 1981 – 13 души
- 1991 – 2 души
- 2003 – 0 души
- 2011 – 4 души